# Cryptocephalus vittatus
Cryptocephalus vittatus  (лат.) — вид листоедов (Chrysomelidae) из подсемейства скрытоглавов (Cryptocephalinae). Встречается в Европе и на восток до Днепра.